# 塞繆爾·馬里努斯·茨維默
塞繆爾·馬裏努斯·茲韋默（英語：Samuel Marinus Zwemer，1867年4月12日—1952年4月2日），綽號「伊斯蘭使徒」，是一名美國傳教士、旅行者和學者。 他出生在密歇根州的弗裡斯蘭。在1887年，他獲得了密歇根州荷蘭霍普學院的文學學士學位。其後於1890年他又在新澤西州新不倫瑞克的新不倫威克神學院獲得了文學碩士學位。其他學位包括1904年在霍普學院獲得的文學博士學位、1918年在馬斯京根學院獲得的法學博士學位和1919年在羅格斯學院獲得的哲學博士學位。
他在1890年被愛荷華州古典派的佩拉任命為歸正教會的牧師。其後在1891年至1905年間，他在巴林、巴士拉和阿拉伯其他地方擔任宣教士。 他是阿拉伯使團的成員（1890年至1913年），也是巴林美國教會醫院的創始人。
茨維默於1913年至1929年在埃及服役。 他還在小亞細亞進行了廣泛的旅行，並當選為倫敦皇家地理學會的研究員。
1930年10月1日，他被任命為普林斯頓神學院的宗教和基督教傳教史教授[2]，在那裡任教至1937年。 茨維默於1896年5月18日與艾米·伊麗莎白·威爾克斯結婚。 眾所周知，他被美國傳教士協會拒絕了，導致他只能獨自出國。 出國期間他創辦並編輯了《穆斯林世界》雜誌35年。 他在動員基督徒，特別是醫生、護士、傳教士和教師等專業人士到伊斯蘭國家傳教方面發揮了重要作用。
茲韋默在70歲時從普林斯頓學院神學院的教職員工中退休，退休後繼續寫作和出版文章，並做了大量的公開演講。 茲韋默於紐約市去世，享年84歲。
根據白立德博士的說法，茲韋默的皈依者「在他近四十年的服務生涯中，可能不到十幾人」，但他「對使命的最大貢獻是促使基督徒認識到穆斯林中傳福音的必要性」。

## 職業
在雷蒙德·勒爾 (Raymond Lull)的傳記中，勒爾将茲韋默的事工分為三部分 ，分別為傳福音、寫作和招募。

### 傳福音
1889年，茲韋默與詹姆斯·坎丁在神學院共同創立了美國阿拉伯使團。 茲韋默於1890年前往阿拉伯，直接與穆斯林社區合作，這是他在該部的第一個里程碑。 當時，他的主要傳教管道是分發文學作品和個人對話。 他將抗爭模式和愛爾蘭特色融合為一，藉此展現基督之愛，這是「學生志願者的特點」。 關於他與人自發互動的故事表明，他是一個有能力、有創造力的宣教士。   

### 寫作
按照勒爾的傳統， 茲韋默「在半個多世紀的時間裏，留下了一條巨大的印刷高速公路，他幾乎每年生產一本英語書。」  作為這項偉大文學事業的一部分，他於1912年定居開羅，與尼羅河傳教出版社合作，使其成為「穆斯林基督教文學的生產點」。  作為1910年愛丁堡世界傳教士會議的成果，他於1911年創辦了《穆斯林世界》季刊，並自費編輯到1947年，因為「如果基督教世界的教會要帶著福音進入穆斯林世界，他們必須知道並瞭解它。」  他創立了美國穆斯林基督教文學協會（A.C.L.S.M），該協會為福音派文學的製作籌集了超過25萬美元。 其憲法表達了茲韋默的信念，如印刷版一般「作為向穆罕默德人傳遞福音的一種手段，具有獨特的價值...... 它找到了一個通向許多對活著的見證人關閉的門的入口，可以堅持不懈、無畏而有效地宣講福音。」 茲韋默在他的使命戰畧計畫中將印刷版視為「治癒萬國的葉子」。 

### 招聘
茲韋默的第三個里程碑是1929年在普林斯頓大學接受教授職位，這標誌著一個為傳教運動提供裝備和招募人員的時代的開始，也是茲韋默所期望的職業生涯方向。 在長時間的休假中，他是學生志願者運動的旅行代表，他在激勵人執行任務方面堪稱傳奇。 他的行程十分艱巨：1914年，他在美國113天內在全國各地發表了151次演講。 蓋爾德納（WHT Gairdner）稱他為「馬褲裏的蒸汽機」。  他在籌款方面的天賦同樣令人印象深刻，有一年為外國傳教改革委員會籌集了32886美元，而當時在場傳教士的薪水是每年900美元。   小克里斯蒂·威爾遜（ J.Christy Wilson Jr.）總結道：「斯佩爾和茲韋默可能比基督教歷史上任何兩個人都影響了更多的年輕男女參與宣教。」 

## 作品
除了編輯學術季刊《穆斯林世界》——37 卷（1911-47 年）和《評論季刊》（倫敦），他還撰寫了以下書籍：
他還寫了一篇文章，描述了他在阿曼和 Trucial 海岸（現為阿聯酋）的旅行，其中最著名的是阿布扎比 （Qasr al-Hosn）已知最早的照片：
- Three Journeys in Northern Oman (1902), The Geographical Journal, Vol XIX, No1

## 印刷作品 (2007)
- - Call to Prayer Diggory Press, ISBN 978-1-84685-290-9
  - Heirs of the Prophets Diggory Press, ISBN 978-1-84685-356-2
  - Raymund Lull: First Missionary to the Moslems Diggory Press, ISBN 978-1-84685-301-2
  - The Glory of the Cross Diggory Press, ISBN 978-1-84685-353-1
  - The Law of Apostasy in Islam Diggory Press, ISBN 978-1-84685-300-5
  - The Moslem Christ Diggory Press, ISBN 978-1-905363-12-4
  - The Moslem Doctrine of God Diggory Press, ISBN 978-1-84685-240-4
  - The Moslem World
  - The Influence of Animism on Islam: An Account of Popular Superstitions

- Wilson, J. Christy，伊斯兰教使徒。 Samuel M. Zwemer 的传记，大急流城，密歇根州：Baker Book House，1952 年。
- Wilson, J. Christy, Flaming Prophet: The Story of Samuel Zwemer, New York: Friendship Press, 1970.
- Greenway, Roger S.（编辑），伊斯兰教与十字架：《伊斯兰教使徒》选集，P and R Publishing，2002 年。
- Ipema, P.（彼得），邓肯 B. 麦克唐纳、塞缪尔 M. Zwemer、A. Kenneth Cragg 和 Wilfred C. Smith 的伊斯兰教解释，论文（博士）- 哈特福德神学院基金会，1971 年。
- 基督教和伊斯兰教的重要力量：传教士对穆斯林的六项研究/由牧师介绍SM Zwemer，以及 Duncan B. Macdonald 教授的结论性研究，牛津大学出版社，1915 年。
- Janet & Geoff Benge, Samuel Zwemer：阿拉伯的负担。 YWAM出版社,2013